# Breda CC.20
Il Breda CC.20, indicato a volte anche come Breda CC 3000, fu un bombardiere pesante trimotore, monoplano ad ala bassa sviluppato dalla divisione aeronautica dell'azienda italiana Società Italiana Ernesto Breda nei tardi anni venti e rimasto allo stadio di prototipo.
Progettato nell'ambito della volontà espressa dal governo italiano di sperimentare dei bombardieri a grande autonomia (G.A.) con cui equipaggiare i reparti da bombardamento della Regia Aeronautica, non trovò un utilizzo pratico e come gli altri modelli sviluppati allo stesso scopo venne velocemente messo fuori servizio e radiato nel 1934.

## Storia del progetto
Nei primi mesi del 1927, il Ministero dell'aeronautica emise una specifica per la fornitura di un nuovo modello di bombardiere plurimotore la quale prevedeva un velivolo di costruzione metallica in grado di trasportare un carico bellico pari a 2 000 kg, con un'autonomia di 3 000 km (1 620 nmi) e capacità di arrivare ad una quota di 5 000 m (16 404 ft) in un tempo massimo di 60 min.
Nello stesso periodo la Breda Aeronautica sviluppò, su iniziativa personale, un nuovo velivolo militare, il CC.20, primo bombardiere monoplano realizzato dall'azienda italiana, completamente in metallo.
Il progetto, realizzato in collaborazione tra gli ingegneri e colonnelli Gaetano Arturo Crocco e Giulio Costanzi, riguardava un velivolo trimotore dall'impostazione classica e dalle dimensioni generose, ad ala medio bassa, con fusoliera che integrava la cabina di pilotaggio chiusa a scalino, impennaggio classico monoderiva e carrello d'atterraggio fisso. Dopo gli studi preliminari il progetto venne presentato alle autorità militari ottenendo un contratto per un valore di 2 700 000 Lire sottoscritto, per la stessa cifra anche con i concorrenti Caproni e Fiat Aviazione, tra febbraio e marzo 1928, contratto poi liquidato nell'ottobre 1932 con il valore ridotto a £. 2 362 500.
Il prototipo venne portato in volo per la prima volta il 27 ottobre 1929 evidenziando però una limitata velocità massima ed autonomia. A causa delle caratteristiche inferiori alle aspettative il programma venne interrotto.

## Tecnica

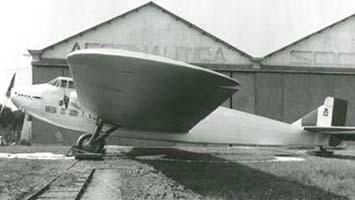
Vista laterale del Breda CC.20.

Il Breda CC.20 fu un modello trimotore metallico di grandi dimensioni caratterizzato dall'impostazione monoplana.
La fusoliera integrava la cabina di pilotaggio del tipo "a scalino" a due posti affiancati.
La velatura era di tipo monoplana, con ala posizionata bassa e a sbalzo, la cui struttura era costituita da un unico longherone a sezione quadrata ricoperta da un rivestimento lavorante metallico.
La motorizzazione iniziale fu di tre I.F. Asso 500 azionanti eliche bipala in legno ma venne successivamente modificata con l'installazione di tre I.F. Asso 750 con eliche tripala metalliche per cercare di supplire alle insufficienti prestazioni.
Da progetto l'armamento sarebbe stato composto da: 1 cannone Oerlikon da 20 mm nella torretta dorsale, 2 mitragliatrici da 7,7 mm (Lewis) nella postazione dorsale a scomparsa, 1 oppure 2 mitragliatrici da 7,7 mm nella torretta ventrale, 1 mitragliatrice da 7,7 mm nella postazione ventrale anteriore.
Di fatto solo 2 mitragliatrici Lewis da 7,7 mm vennero installate: una nella torretta dorsale e l'altra nella torretta ventrale.

## Impiego operativo
Assegnato al 26º Gruppo Autonomo della Regia Aeronautica intorno al 1930, alternò modesta attività nella 62ª Squadriglia "Apparecchi sperimentali G.A." a un successivo ciclo di prove presso il 1º Centro Sperimentale fino al 23 agosto 1933, quando venne ritirato, per essere definitivamente dichiarato fuori uso per vetustà il 30 novembre 1934.

## Utilizzatori
Italia
- Regia Aeronautica

### Pubblicazioni
- Gregory Alegi, I bombardieri sperimentali a Grande Autonomia, in Aeronautica, Nr.12, Roma, Associazione Arma Aeronautica (AAA), dicembre 2009 (Anno LIV), ISSN 0391-7630 (WC · ACNP).
- Decio Zorini, Gli aerei della 62ª Squadriglia Bombardamento Pesante, in Storia Militare, Nr. 341, febbraio 2022 (anno XXX), ISSN 20341-9771122528000.